# Ignacio Brandariz
Ignacio A. Brandariz López Mujica, (Trujillo, 31 de julio de 1890-Lima, 23 de febrero de 1982) fue un periodista y político peruano. Fue ministro de Hacienda (1932-1933), senador por Tumbes en dos oportunidades y presidente del Senado (1941-1943).

## Biografía
Hijo de Antonio Brandariz y María López Mujica. Estudió en el Colegio Nacional San Juan de su ciudad natal. En 1908 inició sus estudios superiores en la Universidad Nacional de Trujillo y al año siguiente pasó a la Universidad Nacional Mayor de San Marcos de Lima, donde cursó estudios jurídicos. Se graduó de bachiller y doctor en Jurisprudencia, y se recibió de abogado.
Optó por el periodismo. Fue director del diario La Razón de Trujillo y uno de los fundadores del diario La Crónica en 1912. También laboró en el diario El Comercio, llegando a ser jefe de redacción (1915-1921). En dichos diarios publicó crónicas literarias, y también por esos años aparecen poesías y cuentos suyos en revistas locales. 
Temporalmente dejó el periodismo para dedicarse a la agricultura y el comercio en la región de Chanchamayo, siendo uno de los primeros en usar vehículos motorizados para el traslado de mercancías (1921-1925). 
De regreso a Lima, fundó la empresa editora El Sol, que publicó el diario del mismo nombre y luego otro con el nombre de La Noche (1926), periódicos que tuvieron vida efímera pues fueron clausurados debido a la críticas que hacían al gobierno de Augusto B. Leguía. Brandariz fue arrestado y confinado en la Isla San Lorenzo, quedando libre tras el fin de dicho régimen en 1930. Por un tiempo ejerció como director del diario La Prensa (1930-1931).
Fue alcalde de Barranco, a cuya modernización contribuyó (1930-1932). Luego fue sucesivamente superintendente general de Aduanas (1932) y Ministro de Hacienda y Comercio del gobierno constitucional de Luis Sánchez Cerro (1932-1933). Debió enfrentar la crisis fiscal, debido a la inestabilidad política del país y a la crisis financiera mundial. Continuó al frente de la cartera de Hacienda aún después de la muerte de Sánchez Cerro, hasta junio de 1933. Luego fue director del Banco Agrícola y del Banco Industrial. 
Elegido senador por Tumbes para el periodo 1939-1945, fue designado primer vicepresidente del Senado y luego presidente del mismo (1941-1942). Impulsó la creación del departamento de Tumbes, que hasta entonces era provincia litoral.
En las elecciones generales de 1945 postuló a la primera vicepresidencia de la República, acompañando a la fórmula encabezada por el general Eloy Ureta, la misma que perdió frente a la candidatura de José Luis Bustamante y Rivero. En esas mismas elecciones fue reelegido como senador y perteneció al grupo de parlamentarios que apoyó al gobierno del presidente Bustamante, pero no completó su periodo debido al golpe de Estado de 1948.
Restaurada la democracia en 1956, fue acreditado como embajador en La Habana, Cuba, donde permaneció hasta el rompimiento de relaciones diplomáticas, a raíz del triunfo de la revolución cubana. De vuelta en el Perú, abandonó la actividad política para dedicarse a sus negocios particulares.